# Ozalj
Ozalj je grad u Hrvatskoj.

## Gradska naselja
Ozalj se sastoji od 98 naselja, to su:
Badovinci, 
Belinsko Selo, 
Belošići, 
Boševci, 
Brašljevica, 
Bratovanci, 
Brezje Vivodinsko, 
Breznik, 
Brezovica Žumberačka, 
Budim Vivodinski, 
Bulići, 
Cerje Vivodinsko, 
Cvetišće, 
Dančulovići, 
Dojutrovica, 
Doljani Žumberački, 
Donji Lović, 
Donji Oštri Vrh Ozaljski, 
Dragoševci, 
Dučići, 
Durlinci, 
Dvorišće Ozaljsko, 
Dvorišće Vivodinsko, 
Ferenci, 
Fratrovci Ozaljski, 
Furjanići, 
Galezova Draga, 
Galin, 
Goleši Žumberački, 
Goli Vrh Ozaljski, 
Gorniki Vivodinski, 
Gornje Pokupje, 
Gornji Lović, 
Gornji Oštri Vrh Ozaljski, 
Goršćaki Ozaljski, 
Grandić Breg, 
Grdun, 
Gudalji, 
Hodinci, 
Hrastovica Vivodinska, 
Ilovac, 
Jaškovo, 
Kamenci, 
Kašt, Keseri, 
Kuljaji, 
Kunčani, 
Levkušje, 
Liješće, 
Lović Prekriški, 
Lukšići Ozaljski, 
Lukunić Draga, 
Mali Erjavec, 
Malinci, 
Novaki Ozaljski, 
Obrež Vivodinski, 
Ozalj, 
Pećarići, 
Petruš Vrh, 
Pilatovci, 
Podbrežje, 
Podgraj, 
Police Pirišće, 
Polje Ozaljsko, 
Popovići Žumberački, 
Požun, 
Radatovići, 
Radina Vas, 
Rajakovići, 
Rujevo, 
Sekulići, 
Slapno, 
Soldatići, 
Sršići, 
Stojavnica, 
Svetice, 
Svetičko Hrašće, 
Šiljki, 
Škaljevica, 
Tomašnica, 
Trešćerovac, 
Trg, 
Varaštovac, 
Veliki Erjavec, 
Vini Vrh, 
Vivodina, 
Vrbanska Draga, 
Vrh Ozaljski, 
Vrhovac, 
Vrhovački Sopot, 
Vrškovac, 
Vuketić, 
Vuksani, 
Zajačko Selo, 
Zaluka, 
Zorkovac, 
Zorkovac na Kupi i 
Zorkovac Vivodinski.

## Zemljopis
Stari grad Ozalj izgrađen je na litici iznad rijeke Kupe koja na tome mjestu izlazi iz sutjeske i ulazi u otvoreniju dolinu. Ovdje su se u prošlosti i danas križale prometnice prema Žumberku, Pokuplju i Dolenjskoj (Slovenija). 
Grad je samo petnaestak kilometara udaljen od Slovenije: s gradovima Metlikom (oko 15 km), Črnomljem (oko 30 km) i Novim Mestom (oko 35 km) dobro je cestovno i željeznički povezan. Stoga ima dobre uvjete za međudržavnu pograničnu suradnju.

## Stanovništvo
Naselje se počelo razvijati ispod staroga grada, a Grad Ozalj danas ima 7932 stanovnika (2004.) čiji se zaposleni podjednako bave djelatnostima primarnog, sekundarnog i tercijarnog sektora (po oko 30 %). Od ukupnog stanovništva čak je 27 % dnevnih migranata – ponajviše u petnaestak kilometara udaljeni Karlovac s kojim postoji cestovna i željeznička veza.
Do novog teritorijalnog ustrojstva Hrvatske, postojala je bivša velika općina Ozalj, koja je imala sljedeći etnički sastav:
| godina popisa | ukupno | Hrvati           | Srbi         | Jugoslaveni  | ostali       |
| ------------- | ------ | ---------------- | ------------ | ------------ | ------------ |
| 1991.         | 14.787 | 13.908 (94,05 %) | 142 (0,96 %) | 167 (1,20 %) | 570 (3,85 %) |
| 1981.         | 14.162 | 13.393 (94,56 %) | 314 (2,21 %) | 181 (1,27 %) | 274 (1,93 %) |
| 1971.         | 17.607 | 16.894 (95,95 %) | 477 (2,70 %) | 33 (0,18 %)  | 203 (1,15 %) |

### Ozalj (naseljeno mjesto)
- 2001. – 1164
- 1991. – 1184 (Hrvati – 1089, Srbi – 49, Jugoslaveni – 16, ostali – 30)
- 1981. – 599 (Hrvati – 573, Srbi – 10, Jugoslaveni – 6, ostali – 10)
- 1971. – 217 (Hrvati – 193, Srbi – 7, ostali – 17)

## Povijest
Grad se prvi put spominje 1244. kao slobodni kraljevski grad. Od kraja 14. stoljeća (1398.) u vlasništvu je Frankopana iz čijih je ruku rodbinskim vezama 1550. prešao pod obitelj Zrinski koja mu je ostala vlasnikom sve do 1671. godine.
Koliko je Ozalj vezan za Zrinske i Frankopane, govori i podatak da je za Dan grada određen 30. travnja – kao uspomena na događaj iz 1671. kada su pogubljena dvojica najvećih hrvatskih plemića što je nažalost značilo i kraj uloge njihovih obitelji u hrvatskoj povijesti.

## Gospodarstvo
Ozalj danas ima osnove i za razvoj turizma, naročito kulturno-povijesnog i izletničkog karaktera. Zahvaljujući pitoresknoj okolici i činjenici da je u gradu rođena velika slikarica Slava Raškaj, koja se mnogo bavila upravo pejzažima ozaljske okolice, ovaj je kraj vrlo pogodan za organiziranje likovnih kolonija, domaćega i međunarodnoga karaktera. Uz kupalište na Kupi, ozaljski kraj je zanimljiv i zato što je spoj brežuljkastog i nizinskog prostora, s mnoštvom prirodnih i antropogenih potencijala.

## Poznate osobe
- Slava Raškaj
- Ivan Hariš-Gromovnik
- Ivo Latin
- Janez Strašek

## Spomenici i znamenitosti
Srednjovjekovni grad Ozalj, smješten na klisuri iznad rijeke Kupe, pregrađen je u dvorac u 18. st.
U Ozlju je na Kupi izgrađena i jedna od prvih hidroelektrana u Hrvatskoj – 1908. počela je opskrbljivati energijom industrijske pogone, ali nije poslužila razvoju ozaljske industrije, nego karlovačke. Neorenesansna zgrada hidroelektrane kulturni je spomenik.

## Obrazovanje
- Osnovna škola "Slava Raškaj" Ozalj

## Kultura
U Ozlju je danas smješten gradski muzej, a on je i sjedište Pučkog otvorenog učilišta Ivana Belostenca. U sklopu muzeja uređen je i etno-park, udaljen nekoliko stotina metara od središta grada.
- ozaljski književni (kulturni) krug

## Šport
- NK Zrinski Ozalj najpoznatiji je športski klub u Ozlju.
- Kuglački klub Kupa natječe se u III Hrvatskoj kuglačkoj ligi.
- ŽRK Colapis
- AK Ozalj, automobilistički klub

## Galerija
- Bista Stjepana Novosela na Trgu Braće Radić
- Spomen obilježje poginulim hrvatskim braniteljima u Parku hrvatskih branitelja
- Most preko Kupe
- Crkva sv. Vida u Ozlju
- Most do starog grada Ozlja

## Vanjske poveznice
Mrežna mjesta
- Grad Ozalj, službeno mrežno mjesto
- Ozalj - grad Zrinskih i Frankopana Arhivirana inačica izvorne stranice od 15. veljače 2005. (Wayback Machine)
- Turistička zajednica Grada Ozlja  Arhivirana inačica izvorne stranice od 28. veljače 2012. (Wayback Machine)